# Mariahof (plaats)
Mariahof is een plaats en voormalige gemeente in de Oostenrijkse deelstaat Stiermarken. Het is een ortschaft van de gemeente Neumarkt in der Steiermark, die deel uitmaakt van het district Murau.

De gemeente Mariahof telde op 31 oktober 2013 1345 inwoners. In 2015 ging ze samen met Dürnstein in der Steiermark, Kulm am Zirbitz, Neumarkt in Steiermark, Perchau am Sattel, Sankt Marein bei Neumarkt en Zeutschach, op in de nieuwe gemeente Neumarkt in der Steiermark. 

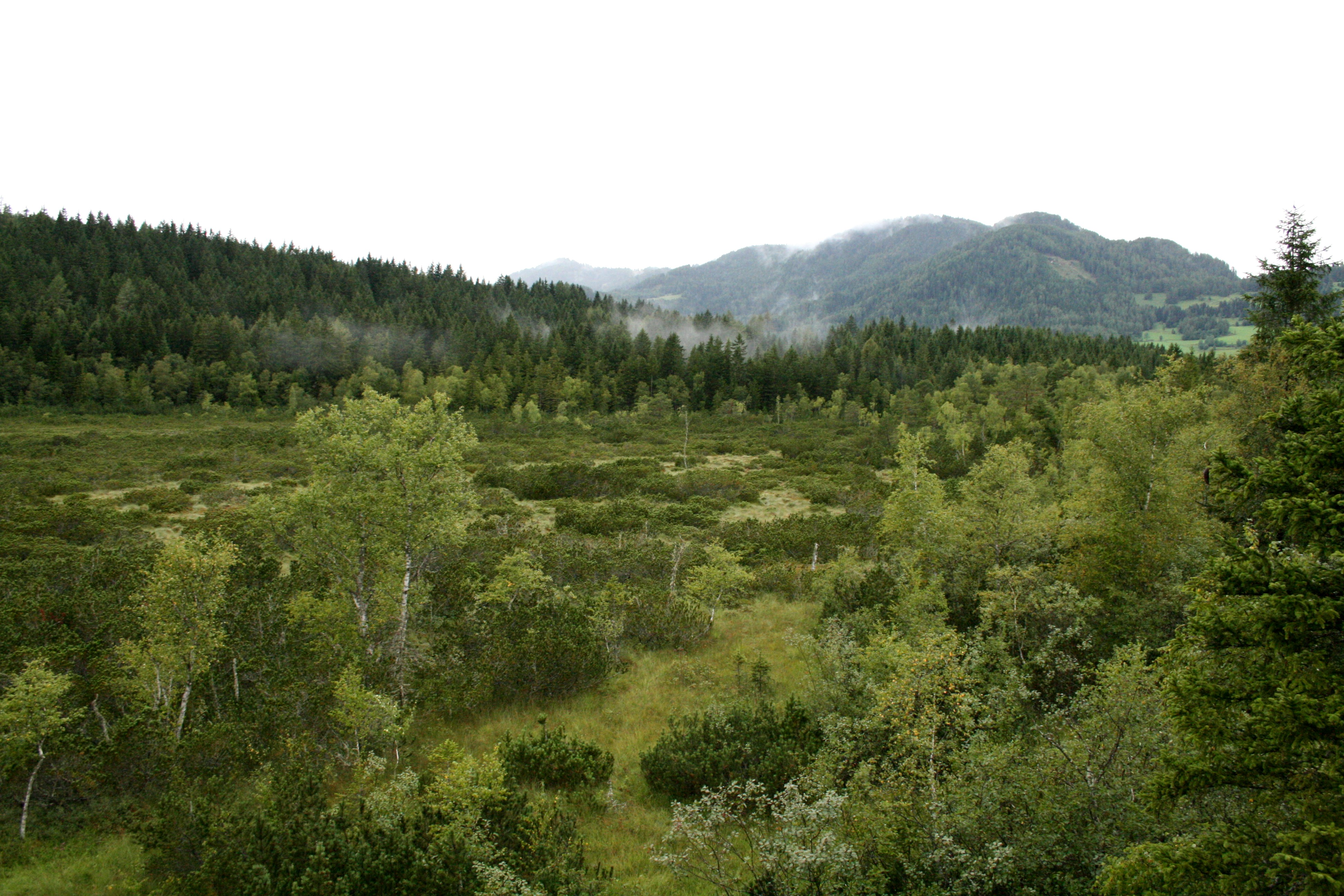
Dürnberger Moor
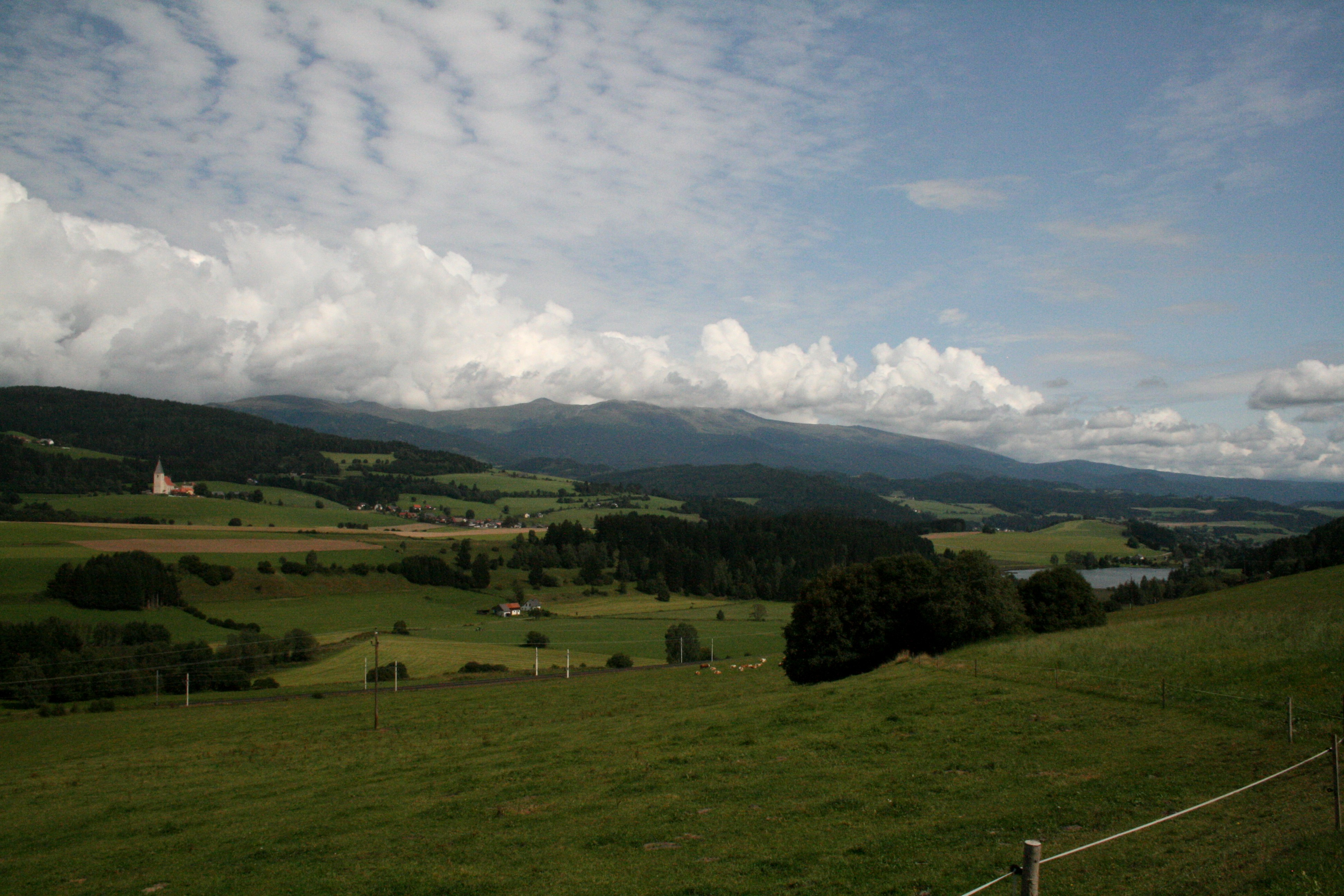
Furtner Teich

Stadsgemeenten:
Murau ·
Oberwölz

Marktgemeenten:
Mühlen ·
Neumarkt in der Steiermark ·
Sankt Lambrecht ·
Sankt Peter am Kammersberg
Scheifling ·

Overige gemeenten:
Krakau ·
Niederwölz ·
Ranten ·
Sankt Georgen am Kreischberg ·
Schöder ·
Stadl-Predlitz ·
Teufenbach-Katsch
- Gemeinsame Normdatei: 4400508-8